# Салют (футбольный клуб, Белгород)
«Салю́т» — российский футбольный клуб из Белгорода. Основан в 1960 году. Домашний стадион — «Салют».

## Прежние названия
- 1960—1963 — «Цементник»;
- 1964—1969 — «Спартак»;
- 1969—1970 — «Котлостроитель»;
- 1970—1991 — «Салют»;
- 1991—1992 — «Энергомаш»;
- 1993—1995 — «Салют»;
- 1996—1999 — «Салют-ЮКОС»;
- 2000—2009 — «Салют-Энергия»;
- 2010—2014, с 2018 — «Салют»[a].

1. ↑  Возрождение ФК «Салют»: процедура ликвидации основанного в 2014 году ФК «Энергомаш» была остановлена, клуб был переименован в «Салют Белгород»[1].

## История

### Предыстория
Первый официальный футбольный матч в Белгороде состоялся в 1923 году на спортивной городской площадке (в настоящее время[какое?] на этом месте расположен центральный стадион «Салют»). Играли команды «Желдор» («Локомотив») и «Церабкооп» («Спартак»).
В 1928 году команда местного военного гарнизона в чемпионате Московского военного округа заняла второе место, проиграв лишь столичным армейцам.
В 1940 году белгородский «Спартак», победив команды областных центров — Курска, Орла, Брянска, вышел в четвертьфинала Кубка РСФСР, где в упорной борьбе уступил тульским футболистам.
В годы Великой Отечественной войны погибли в боях футболисты Семён Федоровский, Владимир Кривошеев, Георгий Золотухин, Ростислав Сапожков, Всеволод Владимиров. Война прервала спортивную жизнь города.
В 1951 году белгородский «Спартак» дебютировал в первенстве РСФСР.
Новый импульс развития футбол получил после образования Белгородской области в 1954 году. Белгородские футболисты стабильно выступали в первенстве РСФСР. Наилучшего результата здесь добился «Пищевик», который в 1957 году по итогам сезона смог финишировать на 4 месте в зональном турнире.

### Выступления клуба в первенствах СССР
В 1960—1961 гг. в классе «Б» чемпионата СССР команда выступала под названием «Цементник», но была снята с розыгрыша первенства СССР, по официальной версии, из за низких спортивных показателей. В 1964 году главная команда города была реорганизована, сменив название на «Спартак». В 1968 году белгородский «Спартак» занял третье место в чемпионате СССР в классе «Б» и перешёл во вторую группу класса «А» (аналог нынешнего первого дивизиона). За хорошую игру белгородские футболисты заслужили звание мастеров спорта СССР.
Наиболее известный воспитанник белгородского футбола периода шестидесятых годов нападающий Юрий Васильев, выступал за «Салют» (1967—1973; 1975—1980), «Искру» Смоленск (1973—1974), был капитаном «Салюта». Лучший бомбардир клуба за всю историю (300 матчей, 108 голов). Серебряный призёр Класса Б РСФСР 1968 год, бронзовый призёр финала РСФСР 1968 года, Бронзовый призёр второй лиги 1971 года (3 зона), рекордсмен клуба за сезон в классе Б 1968 год (41 матч, 23 гола), заслужил звание Мастер спорта СССР c 1968 года.
В начале сезона 1969 года команда несколько матчей провела под названием «Котлостроитель».
В 1970 году, в год 25-летия Победы в Великой Отечественной войне, клуб был переименован в «Салют». (Белгород наряду с Орлом носит почётное звание «Город первого салюта»).
После реформирования структуры чемпионата СССР по футболу (создания Высшей, Первой и Второй лиг) с 1971 года клуб играл во Второй лиге чемпионата СССР. В 1971 году в зональном турнире белгородские футболисты заняли третье место, и этот результат стал лучшим за всё время выступлений команды во всесоюзной второй лиге. В 70-х годах «Салют» чаще всего участвовал в соревнованиях третьей зоны второй лиги, где были объединены команды областных центров Центрального Черноземья (Белгород, Курск, Воронеж, Тамбов, Липецк, а также Брянск) и команды Юга России (республик Северного Кавказа, Краснодарского и Ставропольского краёв, Элисты, Астрахани, Волгограда). В эти годы команда не претендовала на повышение в классе и была середняком, ежегодно занимая места в середине турнирной таблицы и имея среднюю посещаемость домашних футбольных матчей в 8—9 тысяч зрителей. Наиболее известные воспитанники белгородского футбола периода семидесятых годов:
вратарь Валерий Городов, ставший в составе днепропетровского «Днепра» чемпионом СССР 1988 года, серебряный призёр чемпионата СССР 1987, 1989, бронзовый призёр чемпионата СССР 1985, победитель кубка СССР 1989 года, заслужил звание Мастер спорта СССР с 1987 года, полузащитник Геннадий Сошенко, член молодёжной сборной СССР, выигравшей в 1977 году звание чемпионов мира, нападающий Сергей Крестененко.
В 80-е годы «Салют» играл во второй лиге чемпионате СССР. По итогам сезона 1980 года «Салют» занял 16-е место с 25 очками, в следующем сезоне — 11-е место с 31 очком, в 1982 году — 15-е место (19 очков). Лучшего результата «Салют» добился в 1983 году, когда команду возглавил Валентин Хахонов. Белгородская команда, показывая содержательный, комбинационный футбол, заняла пятое место в зональном турнире с 36 очками. Результаты последующих сезонов: 1984 — 11-е место (30 очков), 1985 — 15 (16), 1986 — 15 (19), 1987 — 15 (18), 1988 — 18 (26), 1989 — 15 (35), 1990 — 4 (33), 1991 — 4 (52).
1990 и 1991 — сезоны во Второй низшей лиге, в 1991 году команда стала называться «Энергомаш».
Наиболее известные воспитанники белгородского футбола 1980-х годов: нападающий Валерий Масалитин (в составе ЦСКА стал серебряным призёром чемпионата СССР 1990 года, чемпионом СССР 1991 года, выиграл кубок СССР 1991 года), нападающий Владимир Зинич.

### Выступления клуба в первенствах России
В 1992 году «Энергомаш» выступал в только что созданной Первой российской лиге, по итогам сезона занял 16-е место в западной зоне и вылетел во Вторую лигу. В 1993 году клуб объединился с земляками из «Ритма», снова став носить название «Салют», и занял первое место во 2-й зоне Второй лиги, но из-за реорганизации системы лиг не был повышен в классе. В 1994 году «Салют» занял 13-е место в западной зоне Второй лиги. В следующем году «Салют» занял 19-е место (из 22-х) и вылетел в Третью лигу. Однако надолго команда там не задержалась: заручившись спонсорской поддержкой нефтяной компании «ЮКОС», уже в 1996 она вернулась во Вторую лигу. В 1997 году команда заняла 3-е место в зоне «Запад», однако затем, оставшись без финансирования из муниципального бюджета и спонсорских денег, следующие два сезона «Салют-ЮКОС» выступал неудачно и вылетел в Первенство КФК. В 2000 году команда, уже под названием «Салют-Энергия», заняв первое место в зоне «Черноземье», вернулась обратно. Наиболее известные воспитанники 1990-х годов: защитник/полузащитник Юрий Бавыкин, вратарь Сергей Рыжиков, вратарь Алексей Поляков, полузащитник Евгений Оноприенко, полузащитник Игорь Ермаков.

### Возрождение клуба

Логотип клуба до 2014 года

В 2001 году президентом клуба был назначен чиновник и предприниматель Николай Головин, который сумел найти спонсоров для клуба и обеспечить белгородцам достойное финансирование. В клуб были привлечены несколько известных футболистов Черноземья, в частности, начинавший карьеру в «Салюте» Валерий Масалитин, который, несмотря на то, что ему было 35 лет, стал лучшим бомбардиром команды в сезоне (34 игры / 23 гола), однако по его окончании покинул Белгород, не сумев договориться о новом контракте. В том сезоне клуб, неудачно стартовав, к концу сезона разогнался и едва не вышел в Первый дивизион, уступив два очка липецкому «Металлургу».
На следующий сезон руководством была поставлена задача выйти в Первый дивизион, но с начала сезона команда показывала средние результаты, а в июне дважды подряд уступила двум аутсайдерам чемпионата. 29 июня главный тренер Олег Терешонков был снят с должности и переведён работать с дублем. Новым рулевым «Салюта-Энергии» стал Сергей Савченков, в прошлом — защитник белгородской команды, и уже в следующем матче команде удалось взять реванш у липецкого «Металлурга». В период дозаявок клуб серьёзно укрепился и, одержав несколько важных побед, вернулся в верхнюю часть таблицы. В конце августа Савченков неожиданно решил оставить свой пост, откликнувшись на приглашение родного для него «Факела». Вакантное место занял приглашённый из тренерского штаба «Сокола» Владимир Пономарёв. Остаток сезона команда провела с переменным успехом, отстав в итоге от победителя зоны «Центр», липецкого «Металлурга», на 19 очков и на 9 очков от серебряного призёра — подольского «Витязя». По окончании сезона 31 октября 2002 года на пост главного тренера был назначен известный по работе в Высшем дивизионе с воронежским «Факелом» Валерий Нененко. Также в межсезонье произошли серьёзные изменения в руководящем составе клуба.
Состав «Салюта-Энергии» перед сезоном-2003 пополнило много футболистов, выступавших в Высшем дивизионе: Геннадий Стрикалов, Александр Бескровный, Дмитрий Ширшаков, Игорь Захаров, Александр Гришин, Геннадий Сёмин, Игорь Гаврилин, Виталий Сафронов. Однако этот именитый коллектив вновь не смог со старта вписаться в число лидеров, и поэтому очередной главный тренер «Салюта» вновь не смог доработать до середины сезона: Валерий Нененко был уволен в июне. Головин назвал назначение Валерия Георгиевича своей ошибкой. Исполнять обязанности главного тренера стал Сергей Шесточенко, а фактическим руководителем команды был назначен спортивный директор Сергей Андреев, который в сентябре был назначен главным тренером официально. Новый наставник сумел сплотить известных футболистов, и победы пошли одна за другой, белгородцы стремительно рвались к первому месту, за которое боролись «Орёл» и «Динамо» (Брянск). При новом тренере было одержано 20 побед в 23 матчах и потеряно лишь 8 очков. Результат стал повторением прошлогоднего — бронза. Лучшим полузащитником Второго дивизиона в зоне «Центр» 2003 года был признан Евгений Оноприенко.
В межсезонье между президентом клуба Николаем Головиным и Сергеем Андреевым возникли «разногласия по основным вопросам», и ростовский наставник покинул клуб. Новым главным тренером был назначен Александр Кузнецов. Большинство игроков из прошлогоднего состава после ухода Андреева также оставили Белгород, на их место новый тренер привлёк молодёжь из дубля и спортшколы ЦСКА, где он долгое время работал. В чемпионате команда прочно обосновалась в середине турнирной таблицы, и в июне последовала традиционная отставка главного тренера, на сей раз — по собственному желанию. В Белгород был вновь приглашён Сергей Савченков, заявленный в качестве спортивного директора.

### Взлёт команды
6 июля 2004 года был созван президиум ФК «Салют-Энергия», на котором Николай Головин объявил о своей отставке с поста президента клуба, и. о. президента был назначен мэр Белгорода Василий Потрясаев (9 августа он был утверждён в должности) и поставлена задача занять место в пятёрке. Первый круг команда завершила на 14-м месте. 22 июля главным тренером «Салюта» был вновь назначен Сергей Андреев, подписавший контракт на 2,5 года. Во втором круге под его руководством клуб одержал 12 побед при 1 ничьей и трёх поражениях, набрав 37 очков — в два раза больше, чем в первом круге. Задача на сезон была выполнена (5-е место). Игорь Ермаков был признан лучшим полузащитником Второго дивизиона в зоне «Центр».
К сезону 2005 года команда наконец готовилась в нормальном ритме. Андрееву удалось вернуть нескольких игравших под его руководством футболистов. Во многом благодаря грамотной работе тренера и отсутствию скандалов команда успешно решила задачу: заняла первое место в зоне «Центр» и вышла в Первый дивизион. Евгений Корнюхин был признан лучшим вратарём 2005 года во втором дивизионе (в зоне «Центр»; пропустил 24 мяча).
В декабре 2005 года из-за разногласий с руководством Сергей Андреев со скандалом покинул клуб, заявив при этом: «Я — профессиональный тренер. Моя задача — тренировать футболистов, помогать им прогрессировать и решать турнирные задачи, которые ставят перед клубом люди, его содержащие. <…> Я приходил в клуб дважды и дважды давал оговоренный результат. Но дважды был обманут, не в последнюю очередь и финансово. На сегодня белгородский этап моей карьеры окончательно закрыт».
Работая в Белгороде, Андреев выиграл 59 из 73 матчей (81 %).

### Первый и второй дивизионы
На место главного тренера был приглашён Александр Корешков.
В дебютном сезоне в Первом дивизионе «Салют-Энергия» держалась среди середняков, невдалеке от зоны вылета. В сентябре последовал спад в игре, и Корешков подал в отставку, взяв на себя ответственность за неудачи команды. До конца сезона обязанности главного тренера исполнял Виктор Прохоров. Под его руководством игра выровнялась, и «Салют» завершил сезон двенадцатым.
К новому сезону команду готовил Сергей Савченков, уже работавший в Белгороде в 2002 и 2004 годах. В составе произошли значительные изменения: клуб покинули многие опытные игроки. Также, как и Корешков, Савченков не сумел проработать в «Салюте» до конца сезона, подав в отставку 11 октября после серии поражений и объяснив свой уход «потерей работоспособного контакта с командой во втором круге». Доигрывать сезон белгородцам пришлось вновь под руководством Прохорова. Итогом стало девятое место.
В 2008 году руководство назначило главным тренером местного специалиста Владимира Зинича, не имевшего на тот момент тренерской лицензии. Юридически наставником команды стал Пётр Потешкин, однако в начале чемпионата Зинич заболел, и Потешкин превратился в главного тренера де-факто. Ряд поражений на старте и последнее место в таблице повлекли за собой его отставку. Спасать команду был призван Сергей Ташуев. Грамотная политика в период дозаявок и серия побед на финише, в том числе над претендентами на повышение в классе, позволили белгородцам к концу сезона выйти из зоны вылета и повторить результат 2006 года — двенадцатое место.
В 2009 году перед командой и тренером Ташуевым была поставлена задача попасть в пятёрку сильнейших. В начале чемпионата клуб на протяжении нескольких туров занимал первую строчку, однако удержаться в лидерах не сумел. В итоге чемпионат «Салют-Энергия» завершил на седьмом месте, это лучший результат в истории белгородского футбола. В этом сезоне играли футболисты Александр Беленов, Сергей Котов, Максим Васильев, Иван Жирный, Николай Марков, Вадим Старков, Игорь Ермаков, Валерий Коробкин, Сергей Кушов, Денис Ткачук, Владимир Лешонок, Евгений Шипицин, Амир Бажев, Владимир Лёвшин.
По завершении сезона Ташуев получил предложение от «Краснодара» и принял решение покинуть клуб. 16 декабря контракт с клубом по схеме 1+1 подписал известный в прошлом игрок московского «Спартака» и сборной Беларуси, тренер Мирослав Ромащенко.
23 января 2010 года клуб объявил о возвращении исторического названия «Салют».
17 июля 2010 года официальный сайт клуба сообщил о расторжении контрактов с Амзором Айларовым и двумя легионерами — Йованом Танасиевичем и Игнасом Дедурой. 23 августа в отставку был отправлен Леонид Кучук, тренировавший клуб с мая. Тренером вновь стал Прохоров. 25 августа Прохоров покинул пост исполнительного директора и тренера команды. Главным тренером стал Юрий Быков. 3 ноября после поражения от хабаровской «СКА-Энергии» «Салют» потерял даже теоретические шансы на сохранение места в первом дивизионе. 10 ноября по решению Совета попечителей клуба Быков был отправлен в отставку.
Перед стартом сезона-2011/12 «Салют» пополнили Александр Криворучко, Дмитрий Бурмистров, Денис Дёгтев. В сезоне-2011/12 клуб под руководством Максима Васильева одержал победу в зоне «Центр» второго дивизиона и вышел в ФНЛ. Под руководством Васильева «Салют» в 39 играх одержал 25 побед, 6 встреч проиграл, 8 матчей сыграл вничью. ФК «Салют» забил наибольшее количество мячей в этом сезоне (78 голов).
- Максим Васильев признан лучшим тренером Второго дивизиона в зоне «Центр» 2011/12
- Денис Ткачук признан лучшим полузащитником и игроком в зоне «Центр» Второго дивизиона (в этом сезоне сыграл 37 игр, забил 18 голов)
- Александр Криворучко признан лучшим вратарём в зоне «Центр» (пропустил 31 мяч в сезоне)

5 июня 2012 года главным тренером ФК «Салют» был назначен Сергей Ташуев. Перед стартом сезона-2012/13 в ФНЛ за команду были заявлены новички: Азамат Курачинов, Евгений Калешин, Максим Яковлев, Дмитрий Кабутов, Андрей Кобенко, колумбийцы Карлос Руа, Давид Кортес, Хайро Москера. По итогам летне-осенней части чемпионата «Салют» занял 15-е место (20 матчей, 4 победы, 6 ничьих, 10 поражений). Итоговый результат в Первенстве ФНЛ 2012/13 — 13-е место (20 матчей, 8 побед, 11 ничьих, 13 поражений). В Кубке России 2012/13 «Салют», победив в гостях в 1/32 финала команду «Губкин» (1:1, по пенальти — 3:2), в 1/16 финала на своём поле уступил московскому «Спартаку» со счётом 1:2.

### Банкротство клуба
6 августа 2013 Сергей Ташуев покинул пост главного тренера ФК «Салют» и возглавил донецкий «Металлург». 24 августа новым главным тренером команды стал Сергей Подпалый, ранее уже занимавший в клубе должность исполнительного директора. В этом же сезоне, обыграв на своём поле московское «Динамо», клуб вышел в 1/8 Кубка России, что стало высшим достижением ФК «Салют» в этом турнире.
2 февраля 2014 года в команде осталось всего 5 футболистов. 17 февраля «Салют» уведомил ФНЛ о снятии с соревнований в связи с финансовыми трудностями. В Первенстве ФНЛ 2013/14 «Салют» провёл 24 игры (6 побед, 9 ничьих, 9 поражений), в оставшихся матчах клубу были засчитаны технические поражения. 30 июня 2014 года клуб был признан банкротом и расформирован.

### Второе возрождение клуба

Логотип клуба в сезоне 2018/19

По окончании сезона-2017/18 созданный для поддержания футбола в области «Энергомаш» принял решение о прекращении выступлений в ПФЛ, клуб начал процедуру ликвидации, контракты с игроками были расторгнуты. Спустя несколько недель руководство Белгородской области решило возродить футбольный клуб «Салют». Процедура ликвидации «Энергомаша» была остановлена, футбольный клуб был переименован в «Салют Белгород». Лицензия для участия в Первенстве ПФЛ 2018/2019 была сохранена. Генеральным директором был назначен Александр Щеглов, главным тренером стал бывший футболист клуба Вадим Старков, но из-за отсутствия необходимой лицензии наставником был заявлен Максим Васильев. В первом сезоне после возрождения команда заняла 9-е место и добралась до 1/128 финала Кубка России. В следующем сезоне, сокращённом из-за пандемии коронавируса «Салют» занял 4-е место и дошёл до 1/32 финала Кубка России.
Летом 2020 года, в связи с ухудшением спортивных результатов на фоне предыдущих выступлений ФК «Энергомаш», администрация Белгородской области приняла решение сменить руководство ФК «Салют». Главным спонсором команды стал завод «Энергомаш», руководить клубом стал экс-директор ФК «Энергомаш» Александр Кокорев. Спортивным директором клуба стал Валерий Масалитин, главным тренером назначен Олег Сергеев. Через месяц клуб вышел в групповой этап Кубка России. На зимнюю паузу команда ушла на третьем месте, но перед возобновлением чемпионата в «Салюте» вновь сменился главный тренер, команду возглавил Валерий Есипов. Олег Сергеев перешёл на должность спортивного директора, а Валерий Масалитин покинул белгородский клуб. «Салют» до последнего тура сохранял шансы на призовые медали, но в последнем туре Первенства ПФЛ сыграл вничью с «Сатурном» и занял 4-е место. Валерий Есипов покинул пост главного тренера.
Перед стартом сезона 2021/22 «Салют» возглавил Виктор Навоченко, который ранее уже работал в Белгороде. Под его руководством команда заняла по итогам 4-е место. Следующий розыгрыш Второй лиги складывался более успешно. Осеннюю часть сезона «Салют» завершил на 1-м месте, однако, особенности регламента, при которых часть результатов не учитывалась весной, отбросили белгородцев на 11-е место. Во второй части сезона «Салют» одержал 8 побед в 12 матчах и занял 4-е место. Шанс на призовые медали был упущен в заключительных матчах (2 поражения и 1 ничья). Тем не менее команда получила право участвовать в новой «буферной» лиге А, куда попадали пять лучших команд сезона.
Сезон 2023 года в группе «серебро» новой Лиги А начался с массового исхода футболистов. «Салют» покинули 13 футболистов, получивших предложения от других клубов. Несмотря на сжатые сроки и возможности комплектования команды, в первом туре белгородцы одержали крупную победу над ивановским «Текстильщиком» со счётом 4:0. Эта победа стала первой и последней в новом сезоне. «Салют» стал безнадёжным аутсайдером группы «серебро», проиграл 15 матчей из 18 и осенью вылетел в Лигу Б.

## Достижения
- Победитель: Первенства КФК в зоне МОА Черноземье (2000)
- Победитель зонального турнира Третьей лиги ПФЛ (1996)
- Победитель зонального турнира Второго дивизиона (3) (1993, 2005, 2011/12)
- Серебряный призёр (2): Второй дивизион (зона «Центр») (2001)
- Бронзовый призёр (3): Второй дивизион (1997, 2002, 2003)
- Бронзовый призёр: класс «Б» (1968)
- Бронзовый призёр: вторая лига (1971)

Высшее достижение на втором уровне лиг:
- СССР — 12-е место во второй группе Класса «А» (1970)
- Россия — 7-е место в первом дивизионе (2009)

## Результаты выступлений в первенствах России
| Сезон   | Дивизион                                                     | Место | И  | В  | Н  | П  | М     | О  | Кубок                          |
| ------- | ------------------------------------------------------------ | ----- | -- | -- | -- | -- | ----- | -- | ------------------------------ |
| 1992    | Первая лига, зона «Запад»                                    | 16    | 34 | 8  | 11 | 15 | 44-68 | 27 | 1/64                           |
| 1993    | Вторая лига, зона 2                                          | 1     | 30 | 20 | 6  | 4  | 66-25 | 46 | 1/128                          |
| 1994    | Вторая лига, зона «Запад»                                    | 13    | 40 | 13 | 8  | 19 | 42-52 | 34 | 1/64                           |
| 1995    | Вторая лига, зона «Запад»                                    | 19    | 42 | 11 | 6  | 25 | 51-98 | 39 | 1/128                          |
| 1996    | Третья лига, зона 2                                          | 1     | 32 | 24 | 5  | 3  | 73-22 | 77 | 1/128                          |
| 1997    | Вторая лига, зона «Запад»                                    | 3     | 38 | 22 | 3  | 13 | 72-51 | 69 | 1/64                           |
| 1998    | Второй дивизион, зона «Центр»                                | 19    | 40 | 8  | 12 | 20 | 50-66 | 36 | 1/128                          |
| 1999    | Второй дивизион, зона «Центр»                                | 19    | 36 | 4  | 9  | 23 | 27-74 | 21 | 1/256                          |
| 2000    | КФК, зона «Черноземье»                                       | 1     | 24 | 22 | 1  | 1  | 69-13 | 67 |                                |
| 2000    | КФК, финальный турнир                                        | груп. | 4  | 1  | 2  | 2  | 4-5   | 4  |                                |
| 2001    | Второй дивизион, зона «Центр»                                | 2     | 38 | 25 | 10 | 3  | 78-29 | 85 | 1/16                           |
| 2002    | Второй дивизион, зона «Центр»                                | 3     | 38 | 22 | 7  | 9  | 52-32 | 73 | 1/64                           |
| 2003    | Второй дивизион, зона «Центр»                                | 3     | 36 | 25 | 5  | 6  | 73-32 | 80 | 1/64                           |
| 2004    | Второй дивизион, зона «Центр»                                | 5     | 32 | 16 | 6  | 10 | 48-36 | 54 | 1/256                          |
| 2005    | Второй дивизион, зона «Центр»                                | 1     | 34 | 27 | 4  | 3  | 79-24 | 85 | 1/256; в Кубке ПФЛ — 5-е место |
| 2006    | Первый дивизион                                              | 12    | 42 | 15 | 11 | 16 | 46-58 | 56 | 1/32                           |
| 2007    | Первый дивизион                                              | 9     | 42 | 17 | 6  | 19 | 44-45 | 57 | 1/16                           |
| 2008    | Первый дивизион                                              | 12    | 42 | 17 | 7  | 18 | 51-51 | 58 | 1/16                           |
| 2009    | Первый дивизион                                              | 7     | 42 | 17 | 10 | 11 | 54-41 | 61 | 1/16                           |
| 2010    | Первый дивизион                                              | 18    | 42 | 7  | 13 | 18 | 30-47 | 34 | 1/16                           |
| 2011/12 | Второй дивизион, зона «Центр»                                | 1     | 39 | 25 | 8  | 6  | 78-31 | 83 | 1/128                          |
| 2012/13 | ФНЛ                                                          | 13    | 32 | 8  | 11 | 13 | 25-31 | 35 | 1/16                           |
| 2013/14 | ФНЛ                                                          | 18    | 24 | 6  | 9  | 9  | 23-17 | 27 | 1/8                            |
|         |                                                              |       |    |    |    |    |       |    |                                |
| 2018/19 | ПФЛ, зона «Центр»                                            | 9     | 26 | 7  | 10 | 9  | 26-30 | 31 | 1/128                          |
| 2019/20 | ПФЛ, зона «Центр»                                            | 4     | 17 | 8  | 2  | 7  | 23-23 | 36 | 1/32                           |
| 2020/21 | ПФЛ, группа 3                                                | 4     | 30 | 16 | 8  | 6  | 56-25 | 56 | Групповой этап, 3-е место      |
| 2021/22 | Второй дивизион, группа 3.2                                  | 4     | 20 | 12 | 3  | 5  | 32-20 | 39 | 1/256                          |
| 2021/22 | Второй дивизион, группа 3А                                   | 4     | 12 | 7  | 2  | 3  | 26-12 | 39 | 1/256                          |
| 2022/23 | Вторая лига, группа 3.2                                      | 4     | 22 | 13 | 5  | 4  | 46-18 | 44 | 2-й раунд пути регионов        |
| 2022/23 | Вторая лига, группа 3А                                       | 4     | 12 | 8  | 1  | 3  | 20-8  | 35 | 2-й раунд пути регионов        |
| 2023/24 | Вторая лига, дивизион «А», 1-й этап (2023), группа «серебро» | 10    | 18 | 1  | 2  | 15 | 14-46 | 5  | 3-й раунд пути регионов        |

1. 1 2  На втором этапе (в группе 3А) учитывались также результаты матчей первого этапа с командами группы 3.2.

## Рекорды
- Лучший бомбардир клуба за историю: Юрий Васильев — 108 мячей.
- Наибольшее количество матчей за клуб при СССР: Юрий Васильев — 300 игр.
  - Наибольшее количество матчей за клуб в постсоветскую эпоху: Иван Жирный[11] — 259 игр.
- Лучший бомбардир за сезон в первенствах СССР: Юрий Васильев — 23 мяча (41 игра), 1968 год
- Лучший бомбардир за сезон в первенствах России: Валерий Масалитин — 22 мяча (34 игры), 2001 год

## Текущий состав
| 16 | Флаг России | Вр  | Денис Гнедой         | 2006 |  |  |  |  |  |
| 1  | Флаг России | Вр  | Владислав Зернаев    | 2000 |  |  |  |  |  |
|    |             |     |                      |      |  |  |  |  |  |
| 96 | Флаг России | Защ | Андрей Цорн          | 2004 |  |  |  |  |  |
| 95 | Флаг России | Защ | Александр Крикуренко | 1998 |  |  |  |  |  |
| 87 | Флаг России | Защ | Арсений Прокуроров   | 2002 |  |  |  |  |  |
| 19 | Флаг России | Защ | Дмитрий Шилов        | 1991 |  |  |  |  |  |
| 67 | Флаг России | Защ | Никита Пономарев     | 1999 |  |  |  |  |  |
| 27 | Флаг России | Защ | Станислав Букатов    | 2007 |  |  |  |  |  |
|    |             |     |                      |      |  |  |  |  |  |
| 5  | Флаг России | ПЗ  | Степан Иноземцев     | 2007 |  |  |  |  |  |
| 8  | Флаг России | ПЗ  | Николай Бояркин      | 2001 |  |  |  |  |  |

| 55 | Флаг России | ПЗ  | Эмрах Набатов        | 1998 |  |  |  |  |  |
| 7  | Флаг России | ПЗ  | Александр Канищев    | 1998 |  |  |  |  |  |
| 18 | Флаг России | ПЗ  | Илья Винников        | 2003 |  |  |  |  |  |
| 23 | Флаг России | ПЗ  | Тимур Дудайти        | 1996 |  |  |  |  |  |
| 21 | Флаг России | ПЗ  | Денис Белобаев       | 1987 |  |  |  |  |  |
| 33 | Флаг России | ПЗ  | Антон Волков         | 2000 |  |  |  |  |  |
|    |             |     |                      |      |  |  |  |  |  |
| 88 | Флаг России | Нап | Владислав Фасхудинов | 1995 |  |  |  |  |  |
| 22 | Флаг России | Нап | Денис Дёгтев         | 1988 |  |  |  |  |  |
| 9  | Флаг России | Нап | Давид Гагуа          | 2007 |  |  |  |  |  |
| 26 | Флаг России | Нап | Денис Грибанов       | 2001 |  |  |  |  |  |

## Руководство
- Генеральный директор — Кокорев Александр Михайлович
- Спортивный директор — Дёгтев Денис Вячеславович
- Пресс-атташе — Куликов Григорий Васильевич
- Специалист по обеспечению безопасности — Галуцких Олег Николаевич
- Специалист по работе с болельщиками — Куликов Александр Васильевич

## Тренерский и административный состав
- Главный тренер — Навоченко Виктор Леонидович
- Тренер — Репринцев Андрей Николаевич
- Тренер — Желяков Евгений Иванович
- Врач — Пушкарёв Александр Анатольевич